# Divina – Der Weg zum Ruhm
Divina – Der Weg zum Ruhm ist ein Pornospielfilm des Regisseurs Mario Salieri aus dem Jahr 2001. Der Film wurde bei den Venus Awards im Jahr 2001 als „Bester Europäischer Film“ ausgezeichnet.

## Handlung
Pornodarstellerin Divina möchte aus der Hardcorebranche aussteigen und eine Karriere als Sängerin starten. Ihr Ehemann teilt diese Pläne nicht und versucht, dies zu verhindern.

## Bemerkungen
Der Film enthält echte Gesangsszenen der Hauptdarstellerin.

## Auszeichnungen
- 2001: Venus Award – Bester Europäischer Film